# ميخائيل كارين
ميخائيل كارين (بالإنجليزية: Michael Karin)‏ هو عالم أحياء جزيئية أمريكي، ولد في 25 مايو 1951 في تل أبيب في إسرائيل.